# Izrek o štirih temenih
Izrek o štirih temenih pravi, da ima funkcija ukrivljenosti enostavne, sklenjene, gladke ravninske krivulje štiri lokalne ekstreme (posebno vsaj dva lokalna maksimuma in vsaj dva lokalna minimuma). Ime izreka izhaja iz dogovora o imenovanju ekstremne točke funkcije ukrivljenosti teme. Izrek ima mnogo posplošitev, vključno z različico za prostorske krivulje, kjer je teme definirano kot točka brez torzije.

## Zgledi
Elipsa ima točno štiri temena – dva lokalna maksimuma ukrivljenosti, kjer ju seka velika os, in dva lokalna minimuma ukrivljenosti, kjer ju seka mala os. V krožnici je vsaka točka bodisi lokalni maksimum, bodisi lokalni minimum ukrivljenosti, zato ima krožnica neskončno mnogo temen in povsod konstantno ukrivljenost. Hiperbola na drugi strani ni sklenjena krivulja in ima samo dve temeni. Prav tako ima parabola le eno teme.

## Zgodovina
Izrek o štirih temenih je najprej za konveksne krivulje (to je za krivulje s strogo pozitivno ukrivljenostjo) dokazal leta 1909 indijski matematik Sjamadas Mukhopadhjaja (1866–1937). Njegov dokaz iskorišča dejstvo, da je točka na krivulji ekstrem ukrivljenosti, če in samo če ima pritisnjena krožnica v tej točki 5-točkovni dotik s krivuljo (kadar sta druga odvoda v tej točki obeh krivulj enaki). V splošnem ima pritisnjena krožnica s krivuljo 4-točkovni dotik (kjer sta enaka le prva odvoda).
V splošnem je izrek dokazal leta 1912 nemški matematik Adolf Kneser (1862–1930) s projektivnim argumentom.